# 에어버스 A330 MRTT
에어버스 A330 다목적 공중급유기(MRTT)는 일명 KC-30A로도 일컬어 지며, 에어버스 A330-200을 개량한 차세대 공중급유기이다. 또 다른 대표적인 공중급유기로는 미국 공군을 위한 KC-46 페가수스가 있다.

## 특징
A330을 공중급유기로 사용하는 가장 큰 특징은 거대한 내부연료 탑재량이다. 연료 111톤을 싣고 공중급유기능 수행임무 외 화물 46톤이나 병력 380명을 동시수송할 수 있으며, 병원기로 운용시에는 130개의 병상을 탑재하여 의무기능을 동시 수행할 수 있다.
A330은 5,000km반경을 비행하면서 33톤 이상의 연료 급유가 가능하고, 1,800km 반경에서는 120분 대기하면서 40톤의 연료를 급유할 수가 있다. 연료는 중앙연료탱크에 보관하며 추가로 ACT(Additional Centre Tank)를 장비하여 탑재량을 더 늘린다.
A330 MRTT의 또다른 주요 이점으로는 같은 날개에 4개의 엔진을 사용하는 에어버스 A340에 비해 2개의 엔진만 장착한다는 점이다. 이것은 공중급유 포드를 날개 양쪽 엔진자리에 각 1개씩 2기의 프로브(Probe and Drogue)방식 급유포인트는 물론, 동체 중앙 후부에 설치된 플라잉 붐(Flying boom)방식의 급유기능까지 총 3기의 공중급유 포인트를 기본으로 갖게 되어, 신속한 동시급유가 가능 해지고,  기체의 급유 방식에 맞춰 가리지 않는 급유가 가능하다는 큰 장점이 있다.
에어버스 A330 MRTT 일명(KC-30A)는 2016년 7월 현재 자동 플라잉 붐 급유모드 개발을 완료하고 기채간 공중 비행 급유를 기종별로 실제로 실시하며 급유 테스트를 시행중에 있으며 시험급유를 통해 유럽제 급유기와 미국제 항공기간의 급유에 아무런 이상이 없음을 최종 확인했다.
KC-30A는 17m 길이의 급유용 붐 ARBS (Aerial Refuelling Boom System)을 이용하여 분당 최대 4,500 리터를 급유할 수 있다.
엔진은 롤스로이스의 유닛만 이용한다.

## 채택한 국가
A-330 MRTT(KC-30A)는 네덜란드 공군, 대한민국 공군, 사우디아라비아 공군, 싱가포르 공군, 아랍에미리트 공군, 영국 공군, 프랑스 공군, 호주 공군이 채택, 운용하고 있으며 스페인, 벨기에, 카타르 공군이 도입을 고려 중에 있다. 영국 공군은 미래 전략 공중급유기(FSTA) 프로젝트를 추진, 현재의 노후화된 VC-10과 L-1011에 기반한 공중급유기를 새 것으로 대체하려고 한다. 또한 싱가포르, 프랑스 공군은 기존의 보잉 707 공중급유기를 대체하려고 한다.

### 아시아
- 사우디아라비아
  - 사우디아라비아 공군 - 6대 운영
- 대한민국
  - 대한민국 공군 - 4대 운영. KC-330 시그너스로 명명.
- 아랍에미리트
  - 아랍에미리트 공군 - 3대 운영
- 싱가포르
  - 싱가포르 공군 - 6대 주문 (기존의 KC-135 대체)

### 유럽
- 영국
  - 영국 공군 - 14대 운영
- 프랑스
  - 프랑스 공군 - 9대 주문 (기존의 KC-135 대체)
- 네덜란드
  - 네덜란드 공군 - 2대 주문 (기존의 KDC-10 대체)

### 오세아니아
- 오스트레일리아
  - 호주 공군 - 5대 운영

영국 공군은 프롭앤드로그 방식을 채택, 운용중이며 호주 공군의 5대의 급유기는 붐과 프롭앤드로그 방식을 모두 적용할 것이다.

## KC-X 사업

### 미국
미국 공군은 노후된 구형 KC-135를 교체하기 위해 KC-X 사업을 진행 중이다. KC-X 공개입찰에서는 미국의 보잉사와 유럽의 에어버스사가 경쟁했다.
2002년에 KC-135E를 교체하기 위해 미국 공군에 의해 선정된 후 KC-767A 라는 제식명칭을 받았다.
2003년 12월 보잉사의 부정부패 사건이 발각되어 계약이 동결되었다.
현재 이탈리아와 일본을 위해 개발되고 있다. 각각 4대씩 계약했다. 그러나 개발비가 10억 달러가 넘어서 주문이 많아야 하는데, 170여대를 1차 주문하는 미국 공군의 계약을 수주할 것을 기대하고 있다.
2008년 2월 미국 국방부는 노스럽 그러먼과 EADS가 개발한 KC-30을 선택했고, 공식 제식명칭을 KC-45A로 정해주었다.
2008년 3월 11일 보잉은 미국 공군의 결정에 항의를 했고, 2008년 6월 18일 미국 연방회계감사원(GAO)은 보잉의 항의를 지지하여 유럽 에어버스 공중급유기의 도입이 불투명해졌다. 그러나 2008년 8월 KC-X 입찰은 취소되었다.

### 대한민국
- 대한민국 KC-X 사업 : 2015년 4월 입찰제안서를 제출한 후보 기종은 유럽 에어버스 디펜스&스페이스의 A330 MRTT, 미국 보잉사의 KC-46A, 이스라엘 항공우주산업(IAI)의 MMTT 3개 기종이였다.

2015년 6월 30일, 22년간 끌어온 대한민국 공군의 공중급유기 도입사업은 A330 MRTT로 최종 확정 1조4880억원의 사업 예산을 투입해 공중급유기 4대를 2018년부터 2019년까지 도입하게 된다. 우리나라가 도입하는 A330 MRTT 급유기에는 롤스로이스 Trent 772B 엔진과, 개발이 진행되고있는 자동 붐 급유모드 1기만을 장착한 급유기를 공급받게 되어 프로브 방식의 공중 급유는 불가능하다. 경항모 건조확정으로 인하여 프로브 방식을 3.4호기부터 설치 하였다. 1.2호기는 재개조 예정에 있다.

## 제원
일반 특성
- 승무원: 3: 2 조종사, 1 AAR 운용자
- 용량: 380명 승객 과 8개 군용 화물 운반대 + 1LD6 컨테이너 + 1 LD3 컨테이너 (하갑판 화물칸)
- 길이: 193 ft (58.80 m)
- 날개폭: 198 ft (60.3 m)
- 높이: 5857 ft (17.4 m (건물7층높이))
- 날개면적: 3900 ft² (362 m²)
- 공허중량: 275,600 lb (125,000 kg)
- 유효탑재량: 99,000 lb (45,000 kg)
- 최대이륙중량: 514,000 lb (233,000 kg)
- 엔진: 2× 롤스-로이스 트렌트 772B 또는 제너럴 일렉트릭 CF6-80E1A4 또는 프랫 & 휘트니 PW 4168A 터보팬, 72,000 lbf (320 kN) 각각

성능
- 최대속도: 475 knots, 547 mph (880 km/h)
- 순항속도: 464 knots, 534 mph (860 km/h)
- 항속거리: 8,000 nm, 9,200 mi (14,800 km)
- 상승한도: 41,500 ft (12,600 m)

## 같이 보기
- KC-330 시그너스
- 공중 급유
- 에어버스 A330
- 에어버스 A310 MRTT
- 노스럽 그루먼 KC-45
- KC-135 스트래토탱커
- 보잉 KC-767 - 미국 공군의 KC-X 사업 경쟁 기종이다.